# I Pledge Allegiance to the Grind II
I Pledge Allegiance to the Grind II è il terzo album del rapper statunitense Killer Mike, pubblicato nel 2008.

## Descrizione
| Recensione | Giudizio |
| ---------- | -------- |
| AllMusic   | [ 1 ]    |
| XXL        | [ 2 ]    |
| HipHopDX   | [ 3 ]    |
| IGN        | [ 4 ]    |
| PopMatters | [ 5 ]    |
| Spin       | [ 6 ]    |
| RapReviews | [ 7 ]    |

Spinto dal suo modello Ice Cube (presente nell'album), Killer Mike percorre la via segnata da Young Jeezy e tira fuori un album intenso, moralmente forte e liricalmente eccelso, tuttavia lascia a desiderare nella produzione, non all'altezza dei testi.

## Tracce
1. Intro – 4:26 – Brandon Bailey, Tec Beatz
2. 10 G's – 3:26 – Young Sears
3. Can You Hear Me – 3:23 – CKP
4. 2 Sides (featuring Shawty Lo) – 3:29 – Wonder Arillo
5. Pressure (featuring Ice Cube) – 5:31 – Tha Bizness
6. Big Money, Big Cars (featuring Chamillionaire & Messy Marv) – 5:00 – Cutmaster Swiff
7. God In the Building – 4:24 – The Cancer, Kidz with Machine Gunz, No I.D. (co-prod.)
8. Super Clean / Super Hard (featuring 8Ball and MJG) – 5:39 – Tyrice Jones
9. Woke Up This Mornin' – 4:14 – Chris Crak
10. Bang! – 3:46 – CKP
11. Grandma's House – 5:13 – X.P.
12. If I Can't Eat Right (featuring Gangsta Pill & Rochelle Fox) – 5:22 – Young Sears
13. I Gotcha – 4:09 – Smiff & Cash
14. I'm the Shit!!! – 4:23 – B-Don
15. Can You Buy That (featuring Rock D the Legend) – 3:46 – D.R.U.G.S Beats
16. You See It (featuring SL Jones) – 4:17 – Tec Beatz
17. Good-Bye (City of Dope) – 5:03 – Malay

## Classifiche
| Classifica (2008)         | Posizione massima |
| ------------------------- | ----------------- |
| Stati Uniti               | 178               |
| US Independent Albums     | 29                |
| US Top Rap Albums         | 9                 |
| US Top R&B/Hip-Hop Albums | 17                |